# Leptotarsus minusculus
Leptotarsus minusculus är en tvåvingeart som först beskrevs av Alexander 1917.  Leptotarsus minusculus ingår i släktet Leptotarsus och familjen storharkrankar. Inga underarter finns listade i Catalogue of Life.